# Old Souls (Deaf Havana)
Old Souls è il terzo album in studio del gruppo musicale britannico Deaf Havana, pubblicato il 16 settembre 2013 dalla BMG/Chrysalis e dalla Razor & Tie.
Insieme all'edizione standard dell'album, un'edizione speciale contenente un documentario sui Deaf Havana intitolato English Hearts e firmata dai componenti del gruppo è stata pubblicata in esclusiva su Amazon.

## Tracce
Testi di James Veck-Gilodi e musiche di James Veck-Gilodi e Matthew Veck-Gilodi, eccetto dove indicato.
1. Boston Square – 3:34
2. Lights – 4:57 (testo: James Veck-Gilodi, Matthew Veck-Gilodi – musica: Deaf Havana)
3. Everybody's Dancing and I Want to Die – 3:59
4. Subterranean Bullshit Blues – 3:24
5. Night Drives – 4:19 (testo: Catharina Davis)
6. 22 – 3:45
7. Speeding Cars – 4:34
8. Saved – 2:54
9. Mildred (Lost a Friend) – 4:16 (testo: Matthew Veck-Gilodi)
10. Tuesday People – 4:06
11. Kings Road Ghosts – 3:18
12. Caro Padre – 5:39

## Formazione
Deaf Havana
- James Veck-Gilodi – voce, chitarra addizionale
- Chris Pennels – chitarra solista
- Matthew Veck-Gilodi – chitarra ritmica, cori
- Lee Wilson – basso
- Tom Ogden – batteria, percussioni, cori
- Max Britton – tastiera, pianoforte, percussioni, cori

Altri musicisti
- Lee Batiuk – chitarra addizionale
- Chris Wintermeyer – tromba in Everybody's Dancing and I Want to Die e Speeding Cars

Produzione
- Youth – produzione esecutiva, arrangiamenti archi
- Jessica Roe – artwork
- Lee Batiuk – produzione, ingegneria del suono, missaggio
- Ted Jensen – mastering

## Classifiche
| Classifica (2013)          | Posizione massima |
| -------------------------- | ----------------- |
| Regno Unito                | 9                 |
| Regno Unito (rock & metal) | 1                 |
| Regno Unito (independent)  | 4                 |